# 1923
| [ Edytuj tabelę ]                                                | |
| Prezydent Polski                                                 | - 1922 Stanisław Wojciechowski 1926                                                                                                  |
| Premier Polski                                                   | - 1922 Władysław Sikorski 1923 - 1923 Wincenty Witos 1923 - 1923 Władysław Grabski 1925                                              |
| Król Afganistanu                                                 | - 1919 Amanullah Chan 1929 |
| Premier Albanii                                                  | - 1922 Ahmed Zogu 1924 |
| Współksiążęta Andory                                             | - 1920 Justí Guitart i Vilardebó 1940 - 1920 Alexandre Millerand 1924                                                                |
| Prezydent Argentyny                                              | - 1922 Marcelo Torcuato de Alvear 1928                                                                                               |
| Premier Australii                                                | - 1915 Billy Hughes 1923 - 1923 Stanley Bruce 1929                                                                                   |
| Prezydent Austrii                                                | - 1920 Michael Hainisch 1928 |
| Kanclerz Austrii                                                 | - 1922 Ignaz Seipel 1924 |
| Król Belgów                                                      | - 1909 Albert I 1934 |
| Premier Belgii                                                   | - 1921 Georges Theunis 1925 |
| Król Bhutanu                                                     | - 1907 Ugyen Wangchuck 1926 |
| Prezydent Boliwii                                                | - 1920 Bautista Saavedra 1925 |
| Prezydent Brazylii                                               | - 1922 Artur da Silva Bernardes 1926                                                                                                 |
| Sułtan Brunei                                                    | - 1906 Muhammad Jamalul Alam II 1924                                                                                                 |
| Car Bułgarii                                                     | - 1918 Borys III 1943 |
| Premier Bułgarii                                                 | - 1919 Aleksandyr Stambolijski 1923 - 1923 Aleksandyr Cankow 1926                                                                    |
| Prezydent Chile                                                  | - 1920 Arturo Alessandri Palma 1924                                                                                                  |
| Prezydent Chin                                                   | - 1922 Li Yuanhong 1923 - 1923 Gao Lingwei 1923 - 1923 Cao Kun 1924                                                                  |
| Prezydent Czechosłowacji                                         | - 1918 Tomáš Masaryk 1935 |
| Premier Czechosłowacji                                           | - 1922 Antonín Švehla 1926 |
| Król Danii                                                       | - 1912 Chrystian X 1947 |
| Premier Danii                                                    | - 1920 Niels Neergaard 1924 |
| Dalajlama                                                        | - 1878 Thubten Gjaco 1933 |
| Prezydent Dominikany                                             | - 1922 Juan Bautista Vicini Burgos (tymcz.) 1924                                                                                     |
| Władca Egiptu                                                    | - 1917 Fu’ad I 1936 |
| Premier Egiptu                                                   | - 1922 Muhammad Taufik Nasim Pasza 1923 - 1923 Abd al-Fattah Jahja Ibrahim Pasza 1924                                                |
| Prezydent Ekwadoru                                               | - 1920 José Luis Tamayo 1925 |
| Premier Estonii                                                  | - 1922 Juhan Kukk 1923 - 1923 Konstantin Päts 1924                                                                                   |
| Cesarz Etiopii                                                   | - 1916 Zeuditu (cesarzowa) 1930 |
| Premier Etiopii                                                  | - 1909 Habte Gijorgis 1927 |
| Prezydent Finlandii                                              | - 1919 Kaarlo Juho Ståhlberg 1925 |
| Premier Finlandii                                                | - 1922 Kyösti Kallio 1924 |
| Prezydent Francji                                                | - 1920 Alexandre Millerand 1924 |
| Premier Francji                                                  | - 1922 Raymond Poincaré 1924 |
| Prezydent Senatu Wolnego Miasta Gdańska                          | - 1920 Heinrich Sahm 1931 |
| Król Grecji                                                      | - 1922 Jerzy II 1924 |
| Prezydent Gwatemali                                              | - 1921 José María Orellana 1926 |
| Prezydent Haiti                                                  | - 1922 Louis Borno 1930 |
| Król Hiszpanii                                                   | - 1886 Alfons XIII 1931 |
| Premier Hiszpanii                                                | - 1922 Manuel García-Prieto 1923 - 1923 Miguel Primo de Rivera 1930                                                                  |
| Król Holandii                                                    | - 1890 Wilhelmina 1948 |
| Premier Holandii                                                 | - 1918 Charles Ruijs de Beerenbrouck 1925                                                                                            |
| Prezydent Hondurasu                                              | - 1920 Rafael López Gutiérrez 1924                                                                                                   |
| Szach Iranu                                                      | - 1909 Ahmad Szah 1925 |
| Premier Iranu                                                    | - 1922 Ahmad Ghawam 1923 - 1923 Mostoufi ol-Mamalek 1923 - 1923 Hassan Pirnia 1923 - 1923 Reza Szah Pahlawi 1925                     |
| Władca Indii                                                     | - 1910 Jerzy V 1936 |
| Król Irlandii                                                    | - 1910 Jerzy V 1936 |
| Premier Irlandii                                                 | - 1922 William Thomas Cosgrave 1932                                                                                                  |
| Cesarz Japonii                                                   | - 1912 Yoshihito 1926 |
| Premier Japonii                                                  | - 1922 Katō Tomosaburō 1923 - 1923 Gonnohyōe Yamamoto 1924                                                                           |
| Premier Jugosławii                                               | - 1921 Nikola Pašić 1924 |
| Kalif                                                            | - 1922 Abdülmecid II 1924 |
| Premier Kanady                                                   | - 1921 William Lyon Mackenzie King 1926                                                                                              |
| Emir Kataru                                                      | - 1913 Abd Allah ibn Kasim Al Sani 1949                                                                                              |
| Prezydent Kolumbii                                               | - 1922 gen. Pedro Nel Ospina 1926 |
| Patriarcha Konstantynopola                                       | - 1921 Melecjusz IV Metaksakis 1923 - 1923 Grzegorz VII 1924                                                                         |
| Gubernator Korei (okupacja japońska)                             | - 1919 Makoto Saitō 1927 |
| Prezydent Kostaryki                                              | - 1920 Julio Acosta García 1924 |
| Prezydent Kuby                                                   | - 1921 Alfredo Zayas 1925 |
| Król Kurdystanu                                                  | - 1921 Mahmud Barzanji 1924 |
| Prezydent Liberii                                                | - 1920 Charles King 1930 |
| Książę Liechtensteinu                                            | - 1858 Jan II Dobry 1929 |
| Premier Liechtensteinu                                           | - 1922 Gustav Schädler 1928 |
| Prezydent Litwy                                                  | - 1922 Aleksandras Stulginskis 1926                                                                                                  |
| Premier Litwy                                                    | - 1922 Ernestas Galvanauskas 1924 |
| Wielki książę Luksemburga                                        | - 1919 Szarlotta 1964 |
| Premier Luksemburga                                              | - 1918 Émile Reuter 1925 |
| Prezydent Łotwy                                                  | - 1922 Jānis Čakste 1927 |
| Premier Łotwy                                                    | - 1921 Zigfrīds Meierovics 1923 - 1923 Jānis Pauļuks 1923 - 1923 Zigfrīds Meierovics 1924                                            |
| Premier Malty                                                    | - 1921 Joseph Howard 1923 - 1923 Francesco Buhagiar 1924                                                                             |
| Sułtan Maroka                                                    | - 1913 Jusuf ibn Hassan 1927 |
| Prezydent Meksyku                                                | - 1920 Álvaro Obregón 1924 |
| Książę Monako                                                    | - 1922 Ludwik II 1949 |
| Minister stanu Monako                                            | - 1919 Raymond Le Bourdon 1923 - 1923 Maurice Piette 1932                                                                            |
| Chan Mongolii                                                    | - 1911 Bogda Chan 1924 |
| Premier Mongolii                                                 | - 1922 Sodnomyn Damdinbazar 1923 - 1923 Balingijn Cerendordż 1928                                                                    |
| Król Nepalu                                                      | - 1911 Tribhuvan 1950 |
| Premier Nepalu                                                   | - 1901 Chandra Shumsher Jang Bahadur Rana 1929                                                                                       |
| Prezydent Niemiec                                                | - 1919 Friedrich Ebert 1925 |
| Kanclerz Niemiec                                                 | - 1922 Wilhelm Cuno 1923 - 1923 Gustav Stresemann 1923 - 1923 Wilhelm Marx 1925                                                      |
| Prezydent Nikaragui                                              | - 1921 Diego Manuel Chamorro Bolaños 1923 - 1923 Rosendo Chamorro (p.o.) 1923 - 1923 Bartolomé Martínez 1925                         |
| Król Norwegii                                                    | - 1905 Haakon VII 1957 |
| Premier Norwegii                                                 | - 1921 Otto Blehr 1923 - 1923 Otto Bahr Halvorsen 1923 - 1923 Abraham Berge 1924                                                     |
| Premier Nowej Zelandii                                           | - 1912 William Massey 1925 |
| Sułtan Omanu                                                     | - 1913 Tajmur ibn Fajsal 1932 |
| Prezydent Panamy                                                 | - 1920 Belisario Porras Barahona 1924                                                                                                |
| Papież                                                           | - 1922 Pius XI 1939 |
| Prezydent Paragwaju                                              | - 1921 Eusebio Ayala 1923 - 1923 Eligio Ayala 1924                                                                                   |
| Prezydent Peru                                                   | - 1919 Augusto B. Leguía 1930 |
| Premier Południowej Afryki                                       | - 1919 Jan Smuts 1924 |
| Prezydent Portugalii                                             | - 1919 António José de Almeida 1923 - 1923 Manuel Teixeira Gomes 1925                                                                |
| Premier Portugalii                                               | - 1922 António Maria da Silva 1923 - 1923 António Ginestal Machado 1923 - 1923 Álvaro de Castro 1924                                 |
| Król Rumunii                                                     | - 1914 Ferdynand 1927 |
| Premier Rumunii                                                  | - 1922 Ion I.C. Brătianu 1926 |
| Prezydent Salwadoru                                              | - 1919 Jorge Meléndez 1923 - 1923 Alfonso Quiñónez Molina 1927                                                                       |
| Kapitanowie regenci San Marino                                   | - 1922 Onofrio Fattori Giuseppe Balducci 1923 - 1923 Giuliano Gozi Filippo Mularoni 1923 - 1923 Marino Borbiconi Mario Michetti 1924 |
| Sekretarz Stanu do spraw Politycznych i Zagranicznych San Marino | - 1918 Giuliano Gozi 1943 |
| Król Serbów, Chorwatów i Słoweńców                               | - 1921 Aleksander I 1929 |
| Prezydent Syrii                                                  | - 1922 Subhi Barakat 1925 |
| Prezydent Szwajcarii                                             | - 1923 Karl Scheurer 1923 |
| Król Szwecji                                                     | - 1907 Gustaw V 1950 |
| Premier Szwecji                                                  | - 1921 Hjalmar Branting 1923 - 1923 Ernst Trygger 1924                                                                               |
| Król Tajlandii                                                   | - 1910 Vajiravudh 1925 |
| Król Tonga                                                       | - 1918 Salote Tupou III 1965 |
| Premier Tonga                                                    | - 1912 Tevita Tuʻivakano 1923 - 1923 Viliami Tungī Mailefihi 1941                                                                    |
| Prezydent Turcji                                                 | - 1923 Mustafa Kemal 1938 |
| Premier Turcji                                                   | - 1922 Rauf Orbay 1923 - 1923 Fethi Okyar 1923 - 1923 İsmet İnönü 1924                                                               |
| Sułtan Turków                                                    | - 1922 Abdülmecid II (jako kalif) 1924                                                                                               |
| Prezydent Ukrainy                                                | - 1919 Symon Petlura 1926 |
| Prezydent Urugwaju                                               | - 1919 Baltasar Brum 1923 - 1923 José Serrato 1927                                                                                   |
| Prezydent USA                                                    | - 1921 Warren Harding 1923 - 1923 Calvin Coolidge 1929                                                                               |
| Prezydent Wenezueli                                              | - 1922 Juan Vicente Gómez 1929 |
| Regent Królestwa Węgier                                          | - 1920 Miklós Horthy 1944 |
| Premier Węgier                                                   | - 1921 István Bethlen 1931 |
| Monarcha Wielkiej Brytanii                                       | - 1910 Jerzy V 1936 |
| Premier Wielkiej Brytanii                                        | - 1922 Andrew Bonar Law 1923 - 1923 Stanley Baldwin 1924                                                                             |
| Król Włoch                                                       | - 1900 Wiktor Emanuel III 1946 |
| Premier Włoch                                                    | - 1922 Benito Mussolini 1943 |
| Przywódca ZSRR                                                   | - 1922 Włodzimierz Lenin 1924 |
| Premier ZSRR                                                     | - 1922 Włodzimierz Lenin 1924 |

Rok 1923 / MCMXXIII
stulecia: XIX wiek ~
XX wiek ~
XXI wiek

dziesięciolecia:
1890–1899 •
1900–1909 •
1910–1919 •
1920–1929
• 1930–1939
• 1940–1949
• 1950–1959

lata: 1913 «
1918 «
1919 «
1920 «
1921 «
1922 «
1923
» 1924
» 1925
» 1926
» 1927
» 1928
» 1933

## Wydarzenia w Polsce
- 1 stycznia – Skarżysko-Kamienna, Serock i Szczekociny uzyskały prawa miejskie.
- 5 stycznia – incydent zbrojny na granicy polsko-litewskiej.
- 9 stycznia – początek strajku 50 tysięcy robotników przemysłu włókienniczego w Łodzi, Bielsku i Białymstoku.
- 31 stycznia:
  - Eligiusz Niewiadomski, zabójca prezydenta Narutowicza, został rozstrzelany przez pluton egzekucyjny.
- 1 lutego – podpisanie polsko-radzieckiego układu o wymianie więźniów politycznych.
- 7 lutego – podpisanie polsko-radzieckiej konwencji sanitarnej.
- 8 lutego – archimandryta Smaragd (Łatyszenko) dokonał udanego zamachu na prawosławnego metropolitę warszawskiego Jerzego (Jaroszewskiego).
- 14 lutego – Ruda Pabianicka uzyskała prawa miejskie[1].
- 19 lutego – rozpoczęła działalność Książnica Kopernikańska w Toruniu.
- 15 marca:
  - polska granica wschodnia została uznana przez Radę Ambasadorów Ententy.
  - Rada Ambasadorów Ententy uznała suwerenne prawa Polski do Galicji Wschodniej oraz ustaliła granicę polsko-litewską, przyznając Polsce Wilno i Ziemię Wileńską – co na 15 lat zamroziło stosunki polsko-litewskie.
- 18 marca:
  - otwarto Muzeum im. Jacka Malczewskiego w Radomiu.
  - podczas zjazdu w Warszawie została powołana Centrala Polskich AZS.
- 20 marca – Brześć Litewski przemianowano na Brześć nad Bugiem.
- 13 kwietnia – marszałek Francji Ferdinand Foch został mianowany marszałkiem Polski.
- 14 kwietnia – Kartuzy uzyskały prawa miejskie.
- 25 kwietnia – powstał klub sportowy Naprzód Rydułtowy.
- 29 kwietnia – uroczyste otwarcie tymczasowego Portu Wojennego w Gdyni.
- 2 maja – na dworcu kolejowym w Dziedzicach minister gen. Kazimierz Sosnkowski przywitał Ferdynanda Focha, po czym wręczył mu dekret mianowania marszałkiem Polski i buławę.
- 5 maja:
  - w wyniku polityki władz Będzina, mających na celu osłabienie żywiołu żydowskiego, przyłączono dzielnice Warpie i Ksawera, wraz z kolonią górniczą Koszelew.
  - Helena Jurgielewicz, córka Odona Bujwida, jako pierwsza kobieta otrzymała dyplom lekarza weterynarii po ukończeniu z ogólnym wynikiem celującym Akademii Medycyny Weterynaryjnej we Lwowie.
- 10 maja – założono klub sportowy Górnik Radlin.
- 15 maja – w Krakowie dokonano zamachu bombowego na budynek redakcji żydowskiego, wydawanego w języku polskim „Nowego Dziennika”.
- 17 maja – Związek Ludowo-Narodowy, Polskie Stronnictwo Ludowe „Piast” i Polskie Stronnictwo Chrześcijańskiej Demokracji zawarły tzw. pakt lanckoroński; dziesięć dni później powstała centroprawicowa koalicja znana jako „Chjeno-Piast”.
- 18 maja – premiera filmu niemego Bożyszcze. W sidłach uwodziciela w reżyserii Wiktora Biegańskiego.
- 22 maja – zlikwidowano istniejący od końca 1920 roku pas neutralny polsko-litewski – zdemilitaryzowaną strefę pomiędzy Litwą Środkową, później Rzecząpospolitą Polską, a Republiką Litewską.
- 28 maja – powołano drugi rząd Wincentego Witosa.
- 30 maja – marszałek Polski Józef Piłsudski złożył wniosek o dymisję ze stanowiska szefa Sztabu Generalnego Wojska Polskiego.
- 23 czerwca – ustanowiono cywilne odznaczenie państwowe Krzyż Zasługi.
- 2 lipca – utworzono Zjednoczenie Wolnego Harcerstwa.
- 3 lipca – Józef Piłsudski wycofał się z życia publicznego.
- 9 lipca – założono klub piłkarski Szczakowianka Jaworzno.
- 23 lipca – w Lozannie zawarto układ o przyjaźni między RP a Republiką Turecką.
- 2 sierpnia – ukazał się pierwszy numer „Expressu Ilustrowanego”.
- 5 sierpnia:
  - założono Muzeum Okręgowe w Bydgoszczy.
  - założono klub piłkarski Concordia Knurów.
- 13 sierpnia – do Gdyni zawinął pierwszy oceaniczny statek – francuski SS Kentucky.
- 23 sierpnia – z archikatedry gnieźnieńskiej skradziono relikwiarz z głową św. Wojciecha.
- 25–26 sierpnia – w Warszawie odbyły się IV Mistrzostwa Polski Seniorów w Lekkoatletyce:
  - sprinterka Wanda Kwaśniewska ustanowiła rekord Polski w biegu na 200 m wynikiem 31,4 s.
  - płotkarz Wacław Kuchar ustanowił rekord Polski w biegu na 400 m ppł. wynikiem 1:03,2 s (wygrał także skok wzwyż – 1,65 m i dziesięciobój 5027,3 pkt.)
  - sprinterka Irmina Rzeźnicka ustanowiła rekord Polski w biegu na 100 m wynikiem 14,1 s (wygrała także bieg na 60 m – 8,6 s i skok w dal – 4,35 m)
- 26 sierpnia – ukazał się pierwszy numer tygodnika „Życie Robotnicze”.
- 1–2 września – w Krakowie rozegrano II Mistrzostwa Polski w pływaniu (Park Krakowski, basen o dł. 45,2 m). Ernest Schönfeld ustanowił rekord Polski w wyścigu na 200 m stylem klasycznym wynikiem 3:38,4 s.
- 9 września – ukazało się pierwsze wydanie tygodnika „Gość Niedzielny”.
- 14 września – rozpoczął działalność Teatr Nowy w Poznaniu.
- 20 września – Dąbrowa Górnicza: 38 górników zginęło w pożarze w KWK Reden.
- Październik – strajki w polskich przedsiębiorstwach, militaryzacja kolei.
- 6 października – w katastrofie łodzi latającej Nieuport Macchi M 9 na Zatoce Puckiej zginęła dwuosobowa załoga.
- 13 października – doszło do zamachu terrorystycznego w Cytadeli Warszawskiej; zginęło 28 osób, kilkadziesiąt zostało rannych.
- 20 października – Senat Wolnego Miasta Gdańska uchwalił wprowadzenie guldena gdańskiego w miejsce marki niemieckiej.
- 22 października – początek kilkunastodniowego strajku kolejarzy krakowskich.
- 4 listopada – wprowadzenie stanu wyjątkowego w związku z wystąpieniami robotniczymi.
- 5 listopada – PPS i Komisja Centralna Związków Zawodowych ogłosiły strajk powszechny.
- 6 listopada – w Krakowie, Tarnowie i Borysławiu doszło do starć z robotnikami, w wyniku których łącznie zginęły 32 osoby, a ponad 100 zostało rannych. (powstanie krakowskie 1923 roku).
- 17 listopada – została otwarta Transatlantycka Centrala Radiotelegraficzna.
- 30 listopada – powołano Tymczasowy Komitet Organizacyjny Budowy Pomnika Nieznanego Żołnierza.
- 8 grudnia – powstał Związek Młodzieży Chrześcijańskiej „Polska YMCA”, młodzieżowa organizacja społeczna bazująca na programie międzynarodowej ekumenicznej Young Men’s Christian Association.
- 11 grudnia – we wsi Antoniówka (powiat radomski) chora psychicznie Cyganka Marianna Dolińska zamordowała czworo swoich dzieci, wieszając je na drzewie. Policyjne fotografie z miejsca zbrodni były w ciągu ostatnich kilkunastu lat wykorzystywane w polskich publikacjach jako ilustracje zbrodni dokonanej przez UPA.
- 13 grudnia – Polska uznała ZSRR.
- 14 grudnia – upadł drugi rząd Wincentego Witosa.
- 19 grudnia:
  - utworzono drugi rząd Władysława Grabskiego.
  - powstał klub sportowy Znicz Pruszków.

- Gdańsk – lotnisko we Wrzeszczu stało się portem cywilnym.
- Gdynia – rozbudowa portu morskiego.

## Wydarzenia na świecie
- 4 stycznia – Włodzimierz Lenin ukończył pisać List do Zjazdu (tzw. testament Lenina), w którym negatywnie ocenił swych potencjalnych następców na przywództwie RKP(b) – Trockiego, Zinowjewa, Kamieniewa, Piatakowa i „ulubieńca partii” – Bucharina oraz zamieścił sugestię usunięcia Józefa Stalina ze stanowiska sekretarza generalnego partii.
- 10 stycznia:
  - wybuchło powstanie w Okręgu Kłajpedy, po czym wojska litewskie wkroczyły do okręgu w celu pomocy rodakom, anektując terytorium.
  - 45 górników zginęło w wyniku katastrofy górniczej w kopalni Donnersmarckhütte w Mikultschütz (Mikulczycach).
- 11 stycznia – wojska francuskie i belgijskie obsadziły Zagłębie Ruhry. Okupowany obszar miał być dla Francji i Belgii gwarancją wypłacenia odszkodowań wojennych przez Niemcy.
- 12 stycznia – we Włoszech powołano Wielką Radę Faszystowską.
- 15 stycznia – wojska litewskie zajęły Kłajpedę.
- 17 stycznia – na zjeździe przedstawicieli partii bolszewickiej komisarz ludowy do spraw narodowościowych Józef Stalin wystąpił z wnioskiem o utworzenie Związku Republik Radzieckich.
- 27 stycznia – początek 1. Parteitagu NSDAP w Monachium.
- 31 stycznia – w wyniku wybuchu pyłu węglowego 145 górników zginęło w płomieniach, a 50 zatruło się czadem w kopalni „Heinitz” w Beuthen (Bytomiu).
- 1 lutego – we Włoszech powstała Milicja Faszystowska.
- 3 lutego – odbyło się premierowe wykonanie pieśni L-Innu Malti, będącej od 1945 roku hymnem narodowym Malty.
- 8 lutego – organ prasowy NSDAP „Völkischer Beobachter” został przekształcony z tygodnika w dziennik.
- 9 lutego:
  - założono linie lotnicze Aerofłot.
  - Stanley Bruce został premierem Australii.
- 15 lutego – po rokowaniach mocarstwa zachodnie zgodziły się odstąpić Okręg Kłajpedy Litwie.
- 16 lutego – Howard Carter i George Herbert dokonali otwarcia komory grobowej faraona Tutanchamona.
- 23 lutego – Esteban Terradas i Illa(inne języki), hiszpański naukowiec, zaprosił do odwiedzenia Barcelony Alberta Einsteina.
- Marzec – w Paryżu wystawiono dramat Antygona w reżyserii Jeana Cocteau. Scenografię do przedstawienia stworzył Pablo Picasso, muzykę skomponował Arthur Honegger, kostiumy zaprojektowała Gabrielle Chanel. W przedstawieniu wystąpił Antonin Artaud jako Tejrezjasz.
- 1 marca:
  - amerykański pancernik USS „Connecticut” został wycofany ze służby.
  - Grecja przeszła na kalendarz gregoriański.
- 3 marca – po raz pierwszy w USA ukazał się tygodnik „Time”.
- 4 marca – wojna domowa w Rosji: zwycięstwo Armii Czerwonej nad białogwardzistami w bitwie pod Amgą.
- 6 marca – Otto Bahr Halvorsen został po raz drugi premierem Norwegii.
- 9 marca – Włodzimierz Lenin doznał trzeciego z kolei wylewu krwi do mózgu; złożony chorobą nie mógł mówić i wycofał się z udziału w rządzie sowieckim.
- 10 marca – założono hiszpański klub piłkarski Villarreal CF.
- 13 marca – prezydent Litwy Aleksandras Stulginskis rozwiązał Sejm I kadencji i zarządził przedterminowe wybory na 12–13 maja.
- 16 marca – założono hiszpański klub piłkarski UD Salamanca.
- 28 marca:
  - powstały wojska lotnicze faszystowskich Włoch (wł. Règia Aeronautica Italia).
  - założono hiszpański klub piłkarski Celta Vigo.
- 4 kwietnia – powstała amerykańska wytwórnia filmowa Warner Bros.
- 6 kwietnia – dokonano oblotu niemieckiego samolotu wielozadaniowego Junkers A 20.
- 12 kwietnia – rozpoczęło działalność Międzynarodowe Centrum Ruchu Skautowego (ang. Kandersteg International Scout Centre – KISC) w Kandersteg w Szwajcarii, należące do Światowej Organizacji Ruchu Skautowego.
- 18 kwietnia – powstał klub piłkarski Dinamo Moskwa.
- 19 kwietnia:
  - Ernst Trygger został premierem Szwecji.
  - z portu w Glasgow wypłynął w dziewiczy rejs do Montrealu brytyjski transatlantyk SS „Athenia”.
- 20 kwietnia:
  - podczas kongresu w Genewie PZPN został członkiem FIFA.
  - niemiecki antysemita Julius Streicher założył tabloidalny tygodnik „Der Stürmer” – w którym prezentował tak skrajne poglądy i zakłamanie, że władze nazistowskie musiały niekiedy wycofywać nakład ze sprzedaży, a on sam po wojnie został przez Międzynarodowy Trybunał Wojskowy w Norymberdze skazany na karę śmierci za zbrodnię przeciwko ludzkości.
- 26 kwietnia – ślub księcia Alberta Fryderyka Artura Jerzego Windsora, przyszłego króla Zjednoczonego Królestwa Wielkiej Brytanii i Irlandii Północnej, i Elżbiety Angeli Małgorzaty Bowes-Lyon w Opactwie Westminsterskim.
- 28 kwietnia – otwarto stadion Wembley w Londynie.
- 13 maja – chadecy wygrali wybory parlamentarne na Litwie.
- 17 maja – otwarto Estadio de Chamartín, pierwszy stadion domowy Realu Madryt.
- 18 maja – rozpoczęło działalność radio czechosłowackie.
- 20 maja – otwarto stadion Estadio Mestalla w Walencji.
- 22 maja – w Wielkiej Brytanii powstał pierwszy rząd Stanleya Baldwina.
- 23 maja – powstały Belgijskie Linie Lotnicze Sabena; działały do roku 2001, w 2002 ogłosiły bankructwo.
- 24 maja – koniec irlandzkiej wojny domowej.
- 26 maja – na torze de la Sarthe odbył się pierwszy wyścig 24h Le Mans; zadaniem jego uczestników jest przejechanie jak największej liczby okrążeń w ciągu dokładnie jednej doby.
- 27 maja – Ku Klux Klan nie podporządkował się prawu, które wymagało ujawnienia członków organizacji.
- 5 czerwca – w San Marino ustanowiono Order Świętej Agaty.
- 9 czerwca – przewrót czerwcowy w Bułgarii: premier Aleksandyr Stambolijski został pozbawiony władzy, następnie zamordowany (14 czerwca).
- 13 czerwca – chiński prezydent Li Yuanhong został zmuszony do opuszczenia swej rezydencji, ponieważ przywódcy wojskowi otoczyli pałac, odcinając wodę i elektryczność, by zmusić go do rezygnacji ze stanowiska.
- 16 czerwca – Armia Czerwona szturmem na port Ajan na Syberii rozgromiła ostatni ośrodek oporu „Białych” w Rosji (ros. Якутский поход – Bunt w Jakucji).
- 18 czerwca – wybuch wulkanu Etna we Włoszech pozbawił 60 tys. osób dachu nad głową.
- 25 czerwca – w Rumunii założono klub piłkarski Rapid Bukareszt.
- 27 czerwca – przeprowadzono pierwsze w historii tankowanie w powietrzu, z wykorzystaniem dwóch bombowców Airco DH.4 United States Army Air Service.
- 6 lipca – w Związku Radzieckim uchwalono konstytucję.
- 10 lipca – opady dużego gradu zabiły 23 osoby w Rostowie w Związku Radzieckim.
- 13 lipca – na wzgórzach nieopodal Los Angeles (Kalifornia, USA) umieszczono napis HOLLYWOODLAND. Cztery ostatnie litery usunięto po renowacji w 1949 roku.
- 18 lipca – na terenie Południowego Tyrolu wprowadzono ograniczenia dla mniejszości niemieckiej we Włoszech. Wprowadzono włoski jako jedyny język urzędowy.
- 19/20 lipca – udany zamach na Francisca (Pancho) Villę, generała z okresu rewolucji meksykańskiej.
- 23 lipca – w Lozannie zawarto układ o przyjaźni między RP a Republiką Turecką.
- 24 lipca – podpisano traktat pokojowy w Lozannie w Szwajcarii, ustanawiający granice Turcji. Sygnatariuszami traktatu były Grecja, Bułgaria i inne państwa walczące w I wojnie światowej. Traktat anulował postanowienia traktatu pokojowego z Sèvres dotyczące podziału Imperium Osmańskiego. Traktat ten zakończył trzyletnią wojnę pomiędzy Grecją i Turcją; w wyniku jego postanowień przesiedlono ponad 2 mln ludzi.
- 2 sierpnia – w San Francisco zmarł prezydent Stanów Zjednoczonych, Warren Harding, a jego następcą został wiceprezydent Calvin Coolidge.
- 13 sierpnia:
  - żaglowiec Lwów jako pierwsza jednostka pod polską banderą przepłynął równik.
  - Gustav Stresemann objął stanowisko kanclerza i stworzył koalicję rządową w Republice Weimarskiej.
- 1 września – trzęsienie ziemi w Tokio i Jokohamie spowodowało śmierć 142 807 osób.
- 4 września – w Lakehurst w stanie New Jersey odbył się dziewiczy lot pierwszego amerykańskiego sterowca „USS Shenandoah”.
- 6 września – w odwecie za zamordowanie włoskiego oficera włoska marynarka wojenna okupowała wyspę Korfu. Wskutek protestu Ligi Narodów Włosi opuszczają wyspę 29 września.
- 8 września – katastrofa morska przy Przylądku Honda. Siedem okrętów Marynarki Wojennej Stanów Zjednoczonych wpadło na mieliznę w pobliżu wybrzeża Kalifornii.
- 9 września – Mustafa Kemal Atatürk założył Republikańską Partię Ludową (tur. Cumhuriyet Halk Partisi – CHP).
- 10 września – Irlandia stała się członkiem Ligi Narodów.
- 12 września – w Genewie została podpisana Międzynarodowa Konwencja w sprawie Zwalczania Obiegu i Handlu Wydawnictwami Pornograficznymi.
- 13 września – wojskowy zamach stanu w Hiszpanii – Miguel Primo de Rivera został dyktatorem, działalność związków zawodowych została zawieszona na 10 lat.
- 17 września – wybuchł pożar w gęsto zaludnionej części Berkeley w Kalifornii; 640 budynków, w tym 584 domy mieszkalne, zostało zniszczonych.
- 18–26 września – strajk drukarzy w Nowym Jorku.
- 23 września – Bułgaria: wybuchło powstanie wrześniowe, zainicjowane przez Bułgarską Partię Komunistyczną w odpowiedzi na prawicowo-wojskowy zamach stanu.
- 24 września – w Berlinie wyświetlono po raz pierwszy film dźwiękowy.
- 26 września – Gustav Ritter von Kahr zadeklarował niezależność Bawarii.
- 29 września – Wielka Brytania oficjalnie rozpoczęła wykonywanie mandatu Ligi Narodów w Palestynie.
- 6 października:
  - w Niemczech został utworzony drugi rząd Gustava Stresemanna.
  - powstały Czechosłowackie Linie Lotnicze.
- 13 października – Ankara została stolicą Turcji w miejsce Stambułu.
- 16 października:
  - powstał koncern The Walt Disney Company.
  - brytyjski zegarmistrz John Harwood opatentował w Szwajcarii zegarek automatyczny.
- 22 października – w Hamburgu wybuchło komunistyczne powstanie. Skończyło się 24 stycznia.
- 26 października – w Persji Reza Pahlawi został mianowany premierem przez Ahmada Szaha Kadżara.
- 29 października – obradujące w Ankarze – nowej stolicy – Wielkie Zgromadzenie Narodowe proklamowało Turcję republiką; pierwszym prezydentem został Mustafa Kemal Atatürk, a premierem İsmet İnönü.
- 1 listopada – powstały narodowe linie lotnicze Finlandii – Finnair.
- 4 listopada – założono Norweską Partię Komunistyczną.
- 8/9 listopada – w Monachium doszło do nieudanej próby przejęcia władzy przez Hitlera – puczu monachijskiego.
- 13 listopada – w Sydney rozpoczęła nadawanie pierwsza australijska rozgłośnia radiowa.
- 15 listopada – hiperinflacja osiągnęła w Niemczech najwyższy poziom. Jeden dolar amerykański osiągnął wartość 4 200 000 000 000 000 (4 200 bilionów) papierowych marek. Gustav Stresemann wycofał starą jednostkę monetarną.
- 23 listopada – upadł rząd koalicyjny Gustava Stresemanna w Niemczech.
- 30 listopada – w Niemczech powstał pierwszy rząd Wilhelma Marxa.
- 1 grudnia – runęła zapora wodna Gleno na rzece Dezzo(inne języki) we włoskiej prowincji Bergamo; zginęło 350 osób.
- 12 grudnia – we Włoszech katastrofa zapory wodnej na rzece Pad pozbawiła życia 600 osób.
- 21 grudnia – Nepal stracił status brytyjskiego protektoratu i stał się niepodległym państwem.
- 27 grudnia – nieudany zamach na następcę cesarskiego tronu w Japonii, księcia Hirohito.
- 31 grudnia – rozgłośnia BBC po raz pierwszy transmitowała bicie dzwonów Big Bena.

- ludność Szwecji przekroczyła 6 mln osób (6005,8 tys.).

## Urodzili się
- 1 stycznia:
  - Zenobiusz Bednarski, polski lekarz (zm. 2014)
  - Valentina Cortese, włoska aktorka (zm. 2019)
- 2 stycznia – Henryk Bąk, polski aktor (zm. 1987)
- 3 stycznia:
  - Stanisław Bukowski, polski narciarz (zm. 2002)
  - Henryk Pietraszkiewicz, polski kontradmirał (zm. 2019)
- 4 stycznia:
  - Helena Stachowicz, polska lekkoatletka (zm. 1994)
  - Wilf Waters, brytyjski kolarz (zm. 2006)
- 5 stycznia:
  - Jan Matocha, słowacki kajakarz (zm. 2016)
  - Myrosław Symczycz, ukraiński działacz niepodległościowy, nacjonalista (zm. 2023)
- 6 stycznia – Edward Materski, polski duchowny katolicki, biskup radomski (zm. 2012)
- 7 stycznia:
  - Danuta Michałowska, polska aktorka (zm. 2015)
  - Jerzy Nowosielski, polski malarz (zm. 2011)
  - Juliusz Pietrachowicz, polski puzonista (zm. 2017)
- 8 stycznia:
  - Kazimierz Czarnecki, polski polityk, działacz społeczny, poseł na Sejm PRL (zm. 2017)
  - Władysław Pożoga, polski generał dywizji MO, funkcjonariusz organów bezpieczeństwa i wywiadu, polityk, dyplomata (zm. 2015)
  - Emanuel Rostworowski, polski historyk, pedagog (zm. 1989)
  - Larry Storch, amerykański komik (zm. 2022)
- 10 stycznia:
  - Mieczysław Kolasa, polski piłkarz i trener piłkarski (zm. 2024)
  - Franz Schönhuber, niemiecki dziennikarz, polityk, eurodeputowany (zm. 2005)
  - Johannes Schwalke, niemiecki duchowny katolicki (zm. 2007)
- 11 stycznia:
  - Paavo Lonkila, fiński biegacz narciarski (zm. 2017)
  - Ernst Nolte, niemiecki historyk (zm. 2016)
  - Carroll Shelby, amerykański kierowca wyścigowy (zm. 2012)
- 12 stycznia – Alice Miller, szwajcarska psycholog (zm. 2010)
- 13 stycznia – Adam Mularczyk, polski aktor (zm. 1996)
- 15 stycznia:
  - Khampheng Boupha, laotańska polityczka (zm. 2011)
  - Rukmani Devi, lankijska aktorka, piosenkarka (zm. 1978)
  - Lee Teng-hui, tajwański polityk, burmistrz Tajpej, wiceprezydent i prezydent Tajwanu (zm. 2020)
  - Walentyna Maruszewska, polska reżyserka filmowa (zm. 2006)
  - Stanisław Szpunar, polski informatyk (zm. 2016)
- 16 stycznia:
  - Zofia Artymowska, polska malarka, graficzka (zm. 1999)
  - Zbigniew Czajkowski, polski publicysta i działacz katolicki (zm. 1998)
  - Antonina Kawecka, polska śpiewaczka operowa (sopran) (zm. 1996)
  - Czesław Maj, polski pisarz (zm. 2011)
- 18 stycznia – Gerrit Voorting, holenderski kolarz (zm. 2015)
- 19 stycznia – Jean Stapleton, amerykańska aktorka (zm. 2013)
- 21 stycznia – Lola Flores, hiszpańska tancerka flamenco, pieśniarka (zm. 1995)
- 22 stycznia:
  - Michał Bałasz, polski architekt (zm. 2025)
  - Diana Douglas, amerykańska aktorka (zm. 2015)
  - Krzysztof Dunin-Wąsowicz, polski historyk (zm. 2013)
- 23 stycznia:
  - Horace Ashenfelter, amerykański lekkoatleta (zm. 2018)
  - Silvano Campeggi, włoski malarz (zm. 2018)
  - Grzegorz Pecuch, polski rzeźbiarz, pedagog (zm. 2008)
  - Zbigniew Rylski, polski wojskowy
- 25 stycznia:
  - Krystyna Borowicz, polska aktorka (zm. 2009)
  - Arvid Carlsson, szwedzki neurobiolog, noblista (zm. 2018)
- 26 stycznia – Anne Jeffreys, amerykańska piosenkarka i aktorka (zm. 2017)
- 27 stycznia – Kazimierz Pietroń, polski lekarz (zm. 2020)
- 28 stycznia – Erling Lorentzen, norweski przedsiębiorca (zm. 2021)
- 29 stycznia – Paddy Chayefsky, amerykański scenarzysta (zm. 1981)
- 30 stycznia – Leonid Gajdaj, rosyjski reżyser filmowy (zm. 1993)
- 31 stycznia:
  - Tadeusz Kamiński, żołnierz Armii Krajowej i Wojska Polskiego
  - Norman Mailer, amerykański pisarz (zm. 2007)
  - Jorge María Mejía, argentyński duchowny katolicki, kardynał (zm. 2014)
- 2 lutego:
  - Svetozar Gligorić, serbski szachista (zm. 2012)
  - Red Schoendienst, amerykański baseballista (zm. 2018)
- 3 lutego – Wacław Krzyżanowski, polski prawnik, prokurator wojskowy (zm. 2014)
- 4 lutego:
  - Conrad Bain, kanadyjski aktor (zm. 2013)
  - Belisario Betancur, kolumbijski pisarz, dziennikarz, prawnik i polityk (zm. 2018)
  - Andrzej Rozmarynowicz, polski prawnik, polityk, senator RP (zm. 1999)
- 5 lutego – Hans Siegenthaler, piłkarz szwajcarski (zm. 2007)
- 7 lutego – Dora Bryan, angielska aktorka (zm. 2014)
- 9 lutego – Brendan Behan, irlandzki poeta (zm. 1964)
- 10 lutego:
  - Olgierd Budrewicz, polski dziennikarz reportażysta i pisarz (zm. 2011)
  - Cesare Siepi, włoski śpiewak operowy (bas, zm. 2010)
- 11 lutego
  - Frederick Kroesen, amerykański generał (zm. 2020)
  - Alice von Hildebrand, niemiecka filozof i teolog (zm. 2022)
- 12 lutego – Franco Zeffirelli, włoski reżyser (zm. 2019)
- 13 lutego:
  - James Abdnor, amerykański polityk, senator ze stanu Dakota Południowa (zm. 2012)
  - Adam Kilian, polski scenograf (zm. 2016)
  - Chuck Yeager, amerykański pilot (zm. 2020)
- 14 lutego:
  - Czesława Lewandowska-Szymańska, polska działaczka społeczna (zm. 2010)
  - Aniela Mitan, polska lekkoatletka (zm. 1980)
- 16 lutego:
  - Ludwig Bauer, niemiecki porucznik (zm. 2020)
  - Witalis Skorupka, starszy sierżant Armii Krajowej, zastępca dowódcy plutonu w Akcji „Burza” (zm. 2024)
  - Samuel Willenberg, izraelski rzeźbiarz i malarz polskiego pochodzenia (zm. 2016)
- 17 lutego – Buddy DeFranco, amerykański muzyk jazzowy (zm. 2014)
- 22 lutego – Andrzej Półtawski, polski filozof, etyk i antropolog (zm. 2020)
- 24 lutego – Zygmunt Skórzyński, polski socjolog i działacz społeczny (zm. 2018)
- 25 lutego – Tadeusz Kwapień, polski biegacz narciarski (zm. 2012)
- 26 lutego – Jaroslav Ježek, czeski projektant (zm. 2002)
- 28 lutego:
  - Charles Durning, amerykański aktor (zm. 2012)
  - Norbert Michta, polski działacz komunistyczny (zm. 2016)
  - Anna-Teresa Tymieniecka, polsko-amerykańska filozof (zm. 2014)
- 1 marca – Péter Kuczka, węgierski pisarz science fiction i redaktor (zm. 1999)
- 2 marca – Robert Henry Michel, amerykański polityk (zm. 2017)
- 3 marca – Doc Watson, amerykański gitarzysta, kompozytor i piosenkarz (zm. 2012)
- 4 marca – Patrick Moore, brytyjski astronom (zm. 2012)
- 7 marca – Jan Rodowicz, ps. „Anoda”, polski żołnierz, uczestnik m.in. akcji pod Arsenałem (zm. 1949)
- 8 marca:
  - Stella Czajkowska, polska pianistka (zm. 2022)
  - Siergiej Szaposznikow, rosyjski piłkarz, trener (zm. 2021)
- 9 marca:
  - James L. Buckley, amerykański polityk, senator ze stanu Nowy Jork (zm. 2023)
  - Walter Kohn, amerykański fizyk, noblista (zm. 2016)
- 10 marca
  - Val Fitch, fizyk amerykański (zm. 2015)
  - Georgi Ter-Ghazarianc, radziecki działacz państwowy i partyjny, dyplomata (zm. 2023)
- 11 marca
  - Agatha Barbara, maltańska polityk, prezydent Malty (zm. 2002)
  - Louise Brough, tenisistka amerykańska (zm. 2014)
- 12 marca:
  - Hjalmar Andersen, norweski łyżwiarz szybki (zm. 2013)
  - Hanne Hiob, niemiecka aktorka (zm. 2009)
  - Marian Kostrzewski, polski podporucznik AK, działacz społeczny i kulturalny, fotograf (zm. 2001)
  - Helen Parrish, amerykańska aktorka (zm. 1959)
  - Walter Schirra, amerykański komandor US Navy, astronauta (zm. 2007)
  - Władysław Sheybal, polski aktor, reżyser (zm. 1992)
- 13 marca:
  - Emil Karewicz, polski aktor (zm. 2020)
  - Jerzy Miller, polski pisarz, autor tekstów piosenek (zm. 2007)
- 16 marca:
  - Zbigniew Gołąb, polski językoznawca, slawista (zm. 1994)
  - Sergiu Cunescu, rumuński inżynier, polityk (zm. 2005)
  - Andrzej Trepka, polski pisarz science fiction, dziennikarz (zm. 2009)
- 19 marca:
  - Oskar Fisher, wschodnioniemiecki polityk (zm. 2020)
  - Giuseppe Rotunno, włoski operator filmowy (zm. 2021)
- 21 marca – Shri Mataji Nirmala Devi, indyjska lekarka, filozof (zm. 2011)
- 22 marca – Marcel Marceau, francuski aktor, mim (zm. 2007)
- 23 marca:
  - Stanisław Murzański, polski malarz (zm. 2020)
  - Nina Novak, polska primabalerina (zm. 2022)
  - Rudolf Probst, polski żołnierz, członek ZWZ-AK (zm. 2015)
- 25 marca – Marian Dobrosielski, polski filozof, dyplomata, działacz komunistyczny, tłumacz (zm. 2022)
- 27 marca:
  - Shūsaku Endō, japoński pisarz (zm. 1996)
  - Johanna Koning, holenderska lekkoatletka, młociarka (zm. 2006)
  - Louis Simpson, amerykański poeta (zm. 2012)
- 28 marca – Tadeusz Ulatowski, polski koszykarz, trener, działacz sportowy (zm. 2012)
- 29 marca
  - Hernán Carrasco Vivanco, chilijski trener piłkarski (zm. 2023)
  - Geoff Duke, brytyjski motocyklista (zm. 2015)
- 30 marca:
  - Jerzy Litwiniuk, polski tłumacz (zm. 2012)
  - Wojciech Maciejewski, polski reżyser i działacz społeczny (zm. 2018)
- 3 kwietnia:
  - Jozef Lenárt, czechosłowacki polityk, działacz komunistyczny (zm. 2004)
  - Leon Niedzielski, polski leśnik, dyrektor Parków Narodowych: Wolińskiego i Tatrzańskiego (zm. 2010)
  - Chuck Weyant, amerykański kierowca wyścigowy (zm. 2017)
- 4 kwietnia:
  - Mirosława Maciejewska, polska profesor, biochemik i fizjolog zwierząt (zm. 2012)
  - Gene Reynolds, amerykański aktor scenarzysta, reżyser i producent (zm. 2020)
  - Peter Vaughan, brytyjski aktor (zm. 2016)
- 8 kwietnia – Jerzy Passendorfer, polski reżyser filmowy (zm. 2003)
- 10 kwietnia – Siergiej Kramarienko, radziecki generał-major pilot, as myśliwski (zm. 2020)
- 13 kwietnia – Jerzy Dudyński, pułkownik Wojska Polskiego, odznaczony Orderem Virtuti Militari (zm. 2012)
- 15 kwietnia
  - Tadeusz Bieńkowicz, polski żołnierz (zm. 2019)
  - Anna Stroka, polska germanistka, literaturoznawczyni, tłumaczka, wykładowczyni akademicka (zm. 2020)
- 16 kwietnia – Alina Janowska, polska aktorka (zm. 2017)
- 18 kwietnia – Barbara Gancarczyk, polska architekt
- 19 kwietnia – Lygia Fagundes Telles, brazylijska pisarka (zm. 2022)
- 20 kwietnia – Matka Angelica, zakonnica amerykańska (zm. 2016)
- 21 kwietnia:
  - Gustaw Holoubek, polski aktor (zm. 2008)
  - Halfdan Mahler, duński lekarz (zm. 2016)
- 22 kwietnia – Aaron Spelling, amerykański reżyser (zm. 2006)
- 23 kwietnia – Szelomo Hillel, izraelski polityk (zm. 2021)
- 25 kwietnia:
  - Anita Björk, szwedzka aktorka (zm. 2012)
  - Albert King, amerykański wokalista bluesowy (zm. 1992)
- 26 kwietnia – Andrzej Szczepkowski, polski aktor (zm. 1997)
- 27 kwietnia:
  - Charles Casali, piłkarz szwajcarski (zm. 2014)
  - Jerzy Przybylski, polski aktor (zm. 1999)
- 1 maja:
  - Frank Brian, amerykański koszykarz (zm. 2017)
  - Zygmunt Gebethner, polski działacz podziemia niepodległościowego w czasie II wojny światowej (zm. 2020)
  - Joseph Heller, pisarz amerykański (zm. 1999)
  - Lech Kobyliński, polski specjalista w dziedzinie budowy okrętów (zm. 2022)
- 2 maja – Patrick Hillery, irlandzki polityk (zm. 2008)
- 3 maja – Mirosław Azembski, polski reportażysta, dziennikarz i publicysta (zm. 1988)
- 4 maja – Richard Marsina, słowacki historyk (zm. 2021)
- 5 maja – Aleksandr Andriejew, radziecki lotnik (zm. 2020)
- 6 maja – Bruno Foresti, włoski duchowny katolicki, arcybiskup Modeny-Nonantoli (zm. 2022)
- 7 maja:
  - Daniel Kucera, amerykański duchowny katolicki (zm. 2017)
  - Jim Lowe, amerykański piosenkarz (zm. 2016)
  - Bülent Ulusu, turecki polityk i wojskowy, premier (zm. 2015)
  - Aharon Amir, izraelski pisarz, poeta, tłumacz i wydawca, jeden z założycieli tzw. ruchu kananejskiego (zm. 2008)
- 8 maja – Irena Delmar-Czarnecka, polska śpiewaczka
- 9 maja – Stanisław Markiewicz, polski religioznawca, politolog (zm. 2006)
- 11 maja – Zygmunt Sobolewski, polski działacz kombatancki (zm. 2017)
- 13 maja: 
  - Bolesław Hozakowski, polski kombatant, żołnierz Armii Krajowej (zm. 2018)
  - Betty Webb, brytyjska kryptolożka pracująca w ośrodku w Bletchley Park (zm. 2025)
- 15 maja – Zofia Lassota, polska biochemik (zm. 1997)
- 16 maja – Merton Miller, ekonomista amerykański, laureat Nagrody Nobla (zm. 2000)
- 17 maja:
  - Marian Przełęcki, polski filozof (zm. 2013)
  - Vladimír Šedivý, czeski taternik, alpinista, działacz turystyczny, inżynier i publicysta
- 20 maja – Otylia Kokocińska, polska nauczycielka i działaczka społeczna (zm. 2022)
- 23 maja – Alicia de Larrocha, hiszpańska pianistka (zm. 2009)
- 24 maja – Seijun Suzuki, japoński reżyser filmowy (zm. 2017)
- 25 maja:
  - Józef Zbigniew Polak, polski architekt i malarz (zm. 2021)
  - Jan Świdziński, polski malarz i rzeźbiarz (zm. 2014)
- 26 maja:
  - James Arness, amerykański aktor (zm. 2011)
  - Roy Dotrice, brytyjski aktor (zm. 2017)
- 27 maja:
  - Alojzy Grozde, słoweński męczennik, błogosławiony katolicki (zm. 1943)
  - Henry Kissinger, amerykański polityk i dyplomata (zm. 2023)
- 28 maja:
  - György Ligeti, węgierski kompozytor (zm. 2006)
  - Roger Queugnet, francuski kolarz (zm. 2020)
  - Karl Vaino, radziecki i estoński polityk (zm. 2022)
- 29 maja – David Bernard Thompson, amerykański duchowny katolicki (zm. 2013)
- 31 maja:
  - Rainier III Grimaldi, książę Monako (zm. 2005)
  - Ellsworth Kelly, amerykański rzeźbiarz i malarz (zm. 2015)
  - Cecil Cooke, bahamski żeglarz (zm. 1983)
- 2 czerwca – Lloyd Shapley, amerykański ekonomista i matematyk (zm. 2016)
- 4 czerwca:
  - Mieczysław Naruszewicz, polski rzeźbiarz, projektant przemysłowy (zm. 2006)
  - Yuriko Takagi, księżna Japonii (zm. 2024)
- 5 czerwca – Peggy Stewart, amerykańska aktorka (zm. 2019)
- 7 czerwca:
  - Giorgio Belladonna, włoski brydżysta (zm. 1995)
  - Henryk Jerzy Chmielewski, polski grafik rysownik i publicysta (zm. 2021)
  - Mahmud Mursi, egipski aktor (zm. 2004)
- 9 czerwca:
  - René Gracida, amerykański duchowny katolicki
  - Lubomir Tomaszewski, polski malarz i rzeźbiarz (zm. 2018)
- 10 czerwca – Stanisław Juchnowicz, polski architekt (zm. 2020)
- 11 czerwca – Krystyna Cała, polska działaczka lewicowa i kombatancka (zm. 2013)
- 13 czerwca – Melania Sinoracka, polska lekkoatletka (zm. 1975)
- 15 czerwca – Ninian Stephen, australijski prawnik (zm. 2017)
- 17 czerwca – Anthony Bevilacqua, amerykański duchowny katolicki, kardynał (zm. 2012)
- 18 czerwca:
  - Jean Delumeau, francuski historyk (zm. 2020)
  - Szymon Szurmiej, polski aktor, reżyser pochodzenia żydowskiego (zm. 2014)
- 20 czerwca – Jerzy Nowak, polski aktor (zm. 2013)
- 23 czerwca – André Antunes, portugalski strzelec (zm. 2002)
- 24 czerwca – Yves Bonnefoy, francuski poeta, eseista i filozof (zm. 2016)
- 25 czerwca:
  - Dżamszid Amuzegar, irański polityk, premier Iranu w latach 1977–1978 (zm. 2016)
  - Stanisław Likiernik, polski żołnierz Armii Krajowej (zm. 2018)
  - Tadeusz Tomasiński, polski ksiądz pallotyn, uczestnik powstania warszawskiego (zm. 2022)
- 26 czerwca:
  - Helena Dąbrowska, polska aktorka (zm. 2003)
  - Mieczysław Madejski, polski inżynier, powstaniec warszawski (zm. 2020)
  - Irena Doleżal-Nowicka, tłumaczka literatury anglojęzycznej (zm. 2017)
- 29 czerwca:
  - Stanisław Cozaś, polski działacz polityczny prezydent Poznania (zm. 1998)
  - Janusz Haman, polski profesor nauk technicznych (zm. 2019)
- 30 czerwca
  - Alessandra Nibbi, australijska archeolog (zm. 2007)
  - Anna Tarnawska, polska architekt (zm. 2017)
- 1 lipca:
  - Herman Chernoff, amerykański matematyk i statystyk
  - Kornél Pajor, węgierski łyżwiarz (zm. 2016)
  - Józef Petruk, polski generał (zm. 2018)
- 2 lipca – Wisława Szymborska, polska poetka, laureatka literackiej Nagrody Nobla w 1996 (zm. 2012)
- 3 lipca – Felipe Zetter, meksykański piłkarz (zm. 2013)
- 4 lipca:
  - Rudolf Friedrich, szwajcarski polityk (zm. 2013)
  - Henryk Lewczuk, polski polityk, poseł na Sejm IV kadencji, żołnierz AK (zm. 2009)
  - Adalberto López, meksykański piłkarz (zm. 1996)
  - Alina Radkowska, polska nauczycielka, instruktorka harcerska (zm. 2016)
  - Ryszard Reiff, polski prawnik, publicysta, polityk, członek Rady Państwa, poseł na Sejm PRL i senator RP (zm. 2007)
- 5 lipca:
  - Gustaaf Joos, belgijski duchowny katolicki, kardynał (zm. 2004)
  - Marek Żylicz, polski prawnik (zm. 2022)
- 6 lipca:
  - Zofia Czekalska, polska działaczka kombatancka, uczestniczka powstania warszawskiego (zm. 2024)
  - Wojciech Jaruzelski, polski generał armii, polityk, działacz komunistyczny, I sekretarz KC PZPR, minister obrony narodowej, przewodniczący Rady Państwa, premier PRL, prezydent RP (zm. 2014)
  - Jerzy (Khodr), libański duchowny prawosławny
  - Cathy O’Donnell, amerykańska aktorka (zm. 1970)
- 7 lipca:
  - Liviu Ciulei, rumuński aktor, reżyser filmowy (zm. 2011)
  - Eduardo Falú, argentyński gitarzysta, kompozytor (zm. 2013)
  - Leonardo Ferrel, boliwijski piłkarz (zm. 2013)
  - Maria Olejniczak, polska reżyserka dubbingu (zm. 1989)
- 8 lipca:
  - Val Bettin, amerykański aktor (zm. 2021)
  - Harrison Dillard, amerykański lekkoatleta (zm. 2019)
- 11 lipca – Richard Pipes, amerykański historyk i sowietolog polskiego pochodzenia (zm. 2018)
- 12 lipca:
  - James Gunn, amerykański pisarz (zm. 2020)
  - Paul Jenkins, amerykański malarz (zm. 2012)
- 13 lipca:
  - Alexandre Astruc, francuski teoretyk, krytyk i reżyser filmowy (zm. 2016)
  - Erich Lessing, austriacki fotografik pochodzenia żydowskiego (zm. 2018)
- 14 lipca:
  - Krzysztof Maurin, polski matematyk i fizyk (zm. 2017)
  - Robert Zildjian, amerykański przedsiębiorca, producent talerzy perkusyjnych marki Sabian (zm. 2013)
- 15 lipca – Anna Turkiewicz-Jabłczyńska, polska lekarz, pediatra (zm. 1974)
- 16 lipca – Andrzej Hausbrandt, polski teatrolog, popularyzator teatru (zm. 2004)
- 17 lipca – Henryk Angelelli, argentyński biskup, męczennik, błogosławiony katolicki (zm. 1976)
- 20 lipca – Stanisław Albinowski, polski ekonomista, publicysta i dziennikarz ekonomiczny (zm. 2005)
- 21 lipca:
  - Jan Kobylański, polski przedsiębiorca (zm. 2019)
  - Rudolph A. Marcus, amerykański chemik, laureat Nagrody Nobla
- 22 lipca – Bob Dole, amerykański polityk, senator ze stanu Kansas (zm. 2021)
- 23 lipca:
  - Janusz Garlicki, polski dziennikarz i pisarz (zm. 2015)
  - Morris Halle, amerykański językoznawca (zm. 2018)
- 24 lipca – Albert Vanhoye, francuski duchowny katolicki, kardynał (zm. 2021)
- 25 lipca – Estelle Getty, amerykańska aktorka (zm. 2008)
- 26 lipca:
  - Maciej Demel, polski lekarz (zm. 2017)
  - Piotr Przyłucki, polski generał brygady (zm. 2014)
- 27 lipca – Masutatsu Ōyama, południowokoreański założyciel karate kyokushin (zm. 1994)
- 28 lipca:
  - Zdzisław Bobecki, polski generał (zm. 2020)
  - Władysław Wolski, polski urzędnik, przewodniczący prezydium Miejskiej Rady Narodowej Szczecina (zm. 1991)
- 29 lipca – Adam Skupiński, polski leśniczy i polityk, senator RP (zm. 2012)
- 31 lipca – Stephanie Kwolek, amerykańska chemik (zm. 2014)
- 2 sierpnia – Szimon Peres, izraelski polityk, laureat pokojowej Nagrody Nobla (zm. 2016)
- 3 sierpnia:
  - Jean Hagen, amerykańska aktorka (zm. 1977)
  - Zygmunt Malawski, polski aktor (zm. 1983)
- 4 sierpnia
  - Helena Jabłońska, żołnierz 1 Polskiej Dywizji Piechoty im. Tadeusza Kościuszki, wartowniczka w bitwie pod Lenino
  - Franz Karl Stanzel, austriacki anglista (zm. 2023)
- 6 sierpnia – Hans Aebli, szwajcarski psycholog i pedagog (zm. 1990)
- 8 sierpnia – Antonio Quarracino, argentyński duchowny katolicki, arcybiskup Buenos Aires, kardynał (zm. 1998)
- 10 sierpnia:
  - Sheikh Mohammed Sultan, banglijski malarz (zm. 1994)
  - Rhonda Fleming, amerykańska aktorka (zm. 2020)
  - Jean Graton, francuski rysownik i scenarzysta komiksowy (zm. 2021)
  - Franceska Michalska, polska lekarka, pediatra i pisarka (zm. 2016)
- 11 sierpnia:
  - Stan Chambers, amerykański reporter (zm. 2015)
  - Albert Schubert, niemiecki generał major Stasi
- 12 sierpnia – Anne Iversen, duńska lekkoatletka, skoczkini wzwyż (zm. 2015)
- 14 sierpnia – Alice Ghostley, amerykańska aktorka (zm. 2007)
- 16 sierpnia – Francisco de Andrade, portugalski żeglarz sportowy (zm. 2021)
- 17 sierpnia – Mira Stupica, serbska aktorka (zm. 2016)
- 20 sierpnia:
  - Giorgio Albertazzi, włoski aktor i reżyser (zm. 2016)
  - Andrzej Kasten, polski rzeźbiarz (zm. 2020)
- 23 sierpnia:
  - Romuald Nowak, polski działacz komunistyczny, przewodniczący MRN w Olsztynie (zm. 2016)
  - Zofia Posmysz, polska pisarka, scenarzystka (zm. 2022)
- 25 sierpnia – Álvaro Mutis, kolumbijski pisarz (zm. 2013)
- 28 sierpnia:
  - Anna Medwecka-Kornaś, polska botanik
  - Andrea Veggio, włoski duchowny katolicki, biskup pomocniczy Werony (zm. 2020)
- 29 sierpnia – Richard Attenborough, brytyjski aktor (zm. 2014)
- 30 sierpnia:
  - Joseph Lawson Howze, afroamerykański duchowny katolicki (zm. 2019)
  - Vic Seixas, amerykański tenisista (zm. 2024)
- 31 sierpnia:
  - Alfred Jeske, polski farmaceuta, epidemiolog i działacz społeczny (zm. 2008)
- 1 września:
  - Rocky Marciano, amerykański bokser (zm. 1969)
  - Stanisław Pachuta, polski geodeta, pułkownik (zm. 2003)
  - Kenneth Thomson, kanadyjski magnat prasowy (zm. 2006)
  - Barbara Zbrożyna, polska rzeźbiarka (zm. 1995)
  - Edward Żur, polski hutnik, polityk komunistyczny, przewodniczący prezydium Miejskiej Rady Narodowej w Zawierciu (zm. 1999)
- 2 września – René Thom, matematyk francuski, laureat Nagrody Medalu Fieldsa (zm. 2002)
- 5 września:
  - Gustavo Rojo, urugwajski aktor (zm. 2017)
  - Romuald Żyliński, polski kompozytor (zm. 2013)
- 6 września:
  - Aleksandr Babajew, sowiecki generał pułkownik, Bohater Związku Radzieckiego (zm. 1985)
  - Piotr II, król Jugosławii (zm. 1970)
  - Eloy Tato Losada, hiszpański duchowny katolicki, biskup Magangué (zm. 2022)
  - Stefan Witek, pułkownik SB
  - Maximilian Ziegelbauer, niemiecki duchowny katolicki (zm. 2016)
  - Andrzej Żaki, polski archeolog (zm. 2017)
- 9 września:
  - Andrzej Bachleda-Curuś, polski śpiewak operowy (tenor) (zm. 2009)
  - Daniel Gajdusek, amerykański biofizyk i pediatra, laureat Nagrody Nobla w 1976 (zm. 2008)
  - Jimmy Perry, brytyjski aktor (zm. 2016)
  - Cliff Robertson, amerykański aktor (zm. 2011)
- 10 września:
  - Uri Awneri, izraelski pisarz, laureat nagrody Right Livelihood (zm. 2018)
  - Marie Borroff, amerykańska filolog i tłumaczka (zm. 2019)
  - Szemu’el Noach Eisenstadt, socjolog izraelski, teoretyk cywilizacji (zm. 2010)
  - Donald Ewer, brytyjski aktor (zm. 2018)
- 12 września – Mordechaj Ben-Porat, izraelski polityk (zm. 2022)
- 13 września – Stanisław Berger, polski biochemik i fizjolog (zm. 2024)
- 15 września – Carl-Erik Asplund, szwedzki łyżwiarz (zm. 2024)
- 16 września – Lee Kuan Yew, singapurski polityk (zm. 2015)
- 17 września – Jerzy Tkaczyk, polski aktor drugoplanowy teatralny, filmowy i dubbingowy (zm. 2006)
- 18 września:
  - Anna Burbon-Parmeńska, królowa Rumunii (zm. 2016)
  - Al Quie, amerykański polityk (zm. 2023)
- 19 września – Zbigniew Krzyżkiewicz, polski ekonomista (zm. 2016)
- 20 września:
  - Stefan Bożkow, bułgarski piłkarz (zm. 2014)
  - Piotr Stefan Wandycz, polski historyk (zm. 2017)
- 21 września – Horst Buhtz, niemiecki piłkarz (zm. 2015)
- 22 września:
  - Dannie Abse, brytyjski pisarz (zm. 2014)
  - Seán Treacy, irlandzki polityk (zm. 2018)
- 25 września – Sam Rivers, amerykański jazzman i kompozytor (zm. 2011)
- 26 września – Stanisław Zaczyk, polski aktor (zm. 1985)
- 28 września – Giuseppe Casale, włoski duchowny katolicki, arcybiskup Foggii-Bovino (zm. 2023)
- 3 października – Stanisław Skrowaczewski, polski kompozytor (zm. 2017)
- 4 października – Charlton Heston, amerykański aktor i polityk (zm. 2008)
- 5 października – Glynis Johns, brytyjska aktorka (zm. 2024)
- 6 października – Robert Kuok, malezyjski przedsiębiorca pochodzenia chińskiego
- 7 października – Roman Staniewski, polski inżynier geodeta (zm. 2021)
- 10 października – Marianna Krasnodębska, Polka, Sprawiedliwa wśród Narodów Świata (zm. 2025)
- 11 października – Aleksandr Suchariew, radziecki prawnik (zm. 2021)
- 13 października – Cyril Shaps, brytyjski aktor radiowy, telewizyjny i filmowy (zm. 2003)
- 15 października – Uziel Gal, izraelski konstruktor broni (zm. 2002)
- 17 października – Henryk Gulbinowicz, polski duchowny katolicki, kardynał (zm. 2020)
- 18 października – Eliezer Grynfeld, polski kaletnik i handlowiec (zm. 2020)
- 20 października – V.S. Achuthanandan, indyjski polityk (zm. 2025)
- 21 października:
  - Horst Herold, niemiecki prawnik i policjant (zm. 2018)
  - Helena Seidel, polska bibliotekarz i filolog (zm. 2003)
- 22 października:
  - Henryk Jaskuła, pierwszy Polak, który samotnie, bez zawijania do portów okrążył Ziemię (zm. 2020)
  - Bert Trautmann, niemiecki piłkarz (zm. 2013)
- 23 października:
  - Ned Rorem, amerykański kompozytor (zm. 2022)
  - Wiktor Sadecki, polski aktor (zm. 1987)
  - Achille Silvestrini, włoski duchowny katolicki, kardynał (zm. 2019)
- 25 października – Marian Walczak, polski pedagog (zm. 2020)
- 28 października:
  - Halina Bojarska-Dahlig, polska chemik (zm. 2005)
  - Zbigniew Siemaszko, polski historyk, pisarz i publicysta (zm. 2021)
- 29 października – Gerda van der Kade-Koudijs, holenderska lekkoatletka (zm. 2015)
- 31 października – Mieczysław Maliński, polski duchowny katolicki i pisarz (zm. 2017)
- 2 listopada:
  - Jan Ekström, szwedzki pisarz (zm. 2013)
  - Ida Vitale, urugwajska poetka, eseistka, krytyczka literacka i tłumaczka
- 3 listopada – Ryszard Badura, polski lekarz (zm. 2019)
- 4 listopada – Guillermo Rodríguez Lara, generał i polityk Ekwadoru
- 5 listopada – Rudolf Augstein, niemiecki dziennikarz i publicysta (zm. 2002)
- 6 listopada – Aleksandra Czudina, rosyjska siatkarka, wszechstronna lekkoatletka (zm. 1990)
- 7 listopada – Adela Styczyńska, polska filolog angielska, profesor nauk humanistycznych (zm. 2018)
- 8 listopada:
  - Józef Hen, polski pisarz
  - Ryszard Matejewski, polski generał (zm. 2021)
  - Jack Kilby, wynalazca układu scalonego, Nagroda Nobla w 2000 z fizyki (zm. 2005)
- 9 listopada – Alice Coachman, amerykańska lekkoatletka (zm. 2014)
- 11 listopada – Zbigniew Brzycki, polski nauczyciel, poseł na Sejm I kadencji (zm. 2014)
- 14 listopada – Tadeusz Szwagrzyk, polski duchowny katolicki, biskup pomocniczy częstochowski (zm. 1992)
- 15 listopada – Samuel Klein, polski przedsiębiorca żydowskiego pochodzenia (zm. 2014)
- 18 listopada – Ted Stevens, amerykański polityk, senator ze stanu Alaska (zm. 2010)
- 20 listopada:
  - Nadine Gordimer, południowoafrykańska pisarka, laureatka Nagrody Nobla (zm. 2014)
  - Leon Łukaszewicz, polski informatyk (zm. 2013)
  - Giovanni Moretti, włoski duchowny katolicki (zm. 2018)
- 22 listopada – Arthur Hiller, kanadyjski reżyser (zm. 2016)
- 23 listopada – Daniel Baugh Brewster, amerykański prawnik, polityk, senator ze stanu Maryland (zm. 2007)
- 24 listopada – Jan Stanisław Lipiński, polski matematyk (zm. 2019)
- 25 listopada:
  - Mauno Koivisto, fiński polityk (zm. 2017)
  - Aleksandra Olędzka-Frybesowa, polska poetka (zm. 2012)
- 26 listopada – Luigi Bettazzi, włoski duchowny katolicki (zm. 2023)
- 28 listopada:
  - Helen Delich Bentley, amerykańska polityk (zm. 2016)
  - Jolanta Dworzaczkowa, polska historyk (zm. 2017)
  - Gloria Grahame, amerykańska aktorka (zm. 1981)
  - James Karen, amerykański aktor (zm. 2018)
- 29 listopada:
  - Krzysztof Boruń, polski pisarz fantastyki naukowej (zm. 2000)
  - Augusto Lauro, włoski duchowny katolicki, biskup San Marco Argentano-Scalea (zm. 2023)
- 30 listopada:
  - Sonia Horn, polska harcerka, działaczka polskiego podziemia (zm. 1945)[2]
  - Anna Danuta Sławińska, polska sanitariuszka, przewodnik turystyczny, uczestniczka powstania warszawskiego, autorka wspomnień wojennych (zm. 2006)
- 1 grudnia:
  - Sante Graciotti, włoski historyk (zm. 2021)
  - Stansfield Turner, amerykański admirał (zm. 2018)
- 2 grudnia – Maria Callas, amerykańska śpiewaczka operowa pochodzenia greckiego, primadonna stulecia (zm. 1977)
- 3 grudnia:
  - Paul Shan Kuo-hsi, chiński duchowny katolicki, kardynał (zm. 2012)
  - Adam Słodowy, polski popularyzator majsterkowania (zm. 2019)
- 8 grudnia:
  - Maria Krystyna Altenburg, córka arcyksięcia Karola Olbrachta Habsburga (zm. 2012)
  - Wacław Kułakowski, polski muzykant ludowy (zm. 2016)
  - Dewey Martin, amerykański aktor (zm. 2018)
- 9 grudnia – Jean Orchampt, francuski biskup katolicki (zm. 2021)
- 10 grudnia – Kurt Rey, piłkarz szwajcarski
- 12 grudnia:
  - Bob Barker, amerykański aktor telewizyjny (zm. 2023)
  - John Pulman, angielski snookerzysta (zm. 1998)
- 13 grudnia:
  - Edward Bede Clancy, australijski duchowny katolicki, kardynał (zm. 2014)
  - Philip Warren Anderson, amerykański fizyk, laureat Nagrody Nobla (zm. 2020)
  - Antoni Tàpies, kataloński malarz i rzeźbiarz (zm. 2012)
- 15 grudnia:
  - Jimmy Carter, amerykański bokser (zm. 1994)
  - Leon Niemczyk, polski aktor filmowy i teatralny (zm. 2006)
  - Freeman Dyson, brytyjski fizyk (zm. 2020)
- 18 grudnia – Anna Szweykowska, polska historyk sztuki (zm. 2010)
- 19 grudnia – Kazimierz Zając, polski działacz kombatancki, więzień niemieckich obozów koncentracyjnych (zm. 2018)
- 20 grudnia:
  - Wiesław Chrzanowski, polski polityk, prawnik, marszałek Sejmu (zm. 2012)
  - Józef Gucwa, polski duchowny katolicki, biskup pomocniczy tarnowski (zm. 2004)
- 21 grudnia – Roza Eldarowa, radziecka polityk (zm. 2021)
- 23 grudnia – Krystyna Kolińska, polska eseistka i prozaik (zm. 2016)
- 24 grudnia – Mikołaj Kozakiewicz, polski socjolog, polityk, marszałek Sejmu RP (zm. 1998)
- 25 grudnia – René Girard, francuski historyk (zm. 2015)
- 26 grudnia:
  - Ludmiła Marjańska, polska poetka, tłumaczka (zm. 2005)
  - Szczepan Styranowski, polski sędzia i działacz państwowy (zm. 2019)
- 29 grudnia – Dina Merrill, amerykańska aktorka, ekonomistka i filantrop (zm. 2017)
- 31 grudnia – Balbir Singh, indyjski hokeista na trawie, trzykrotny mistrz olimpijski (zm. 2020)

- data dzienna nieznana: 
  - Gəray Əsədov, radziecki wojskowy pochodzenia azerskiego (zm. 1944)
  - Jacob Cohen, amerykański statystyk i psycholog (zm. 1998)
  - Maria Leszczyńska, polska profesorka sztuk pięknych na Politechnice Gdańskiej, specjalistka w dziedzinie malarstwa monumentalnego (zm. 2003)
  - Mieczysław Mołdawa, polski architekt (zm. 2016)
  - Ahuva Goldstein, izraelska malarka pochodzenia polskiego
  - Alexandre Maria Pinheiro Torres, portugalski prozaik i poeta, przedstawiciel neorealizmu (zm. 1999)

## Zmarli
- 1 stycznia – Władysław Kulczyński junior, polski taternik i lekarz (ur. 1890)
- 3 stycznia – Jaroslav Hašek, czeski pisarz (ur. 1883)
- 8 stycznia – Hendricus Gerardus van de Sande Bakhuyzen, holenderski astronom (ur. 1838)
- 9 stycznia – Tadeusz Pilat, polski prawnik (ur. 1844)
- 11 stycznia – Konstantyn I Glücksburg, król Grecji (ur. 1868)
- 13 stycznia:
  - Stanisław Kosiński, polski inżynier budujący koleje na terenie Galicji (ur. 1847)
  - Alexandre Ribot, francuski polityk, czterokrotny premier Francji (ur. 1842)
- 26 stycznia:
  - Zygmunt Celichowski, polski historyk, działacz społeczny (ur. 1845)
  - Michał Sozański, polski malarz (ur. 1853)
- 27 stycznia – Maria od Jezusa Santocanale, włoska zakonnica, błogosławiona katolicka (ur. 1852)
- 30 stycznia:
  - Arthur Kinnaird, brytyjski arystokrata (ur. 1847)
  - Kolumba Marmion, irlandzki benedyktyn, błogosławiony katolicki (ur. 1858)
- 31 stycznia – Eligiusz Niewiadomski, polski malarz (ur. 1869)
- 1 lutego – Alojzy Variara, włoski misjonarz, błogosławiony katolicki (ur. 1875)
- 3 lutego – Augustyn Świder, polski pisarz (ur. 1886)
- 6 lutego – Edward Emerson Barnard, amerykański astronom (ur. 1857)
- 8 lutego – Jerzy Jaroszewski, polski prawosławny duchowny (ur. 1872)
- 10 lutego:
  - Wilhelm Röntgen, niemiecki fizyk, laureat Nagrody Nobla w 1901 w dziedzinie fizyki (ur. 1845)
  - Ivan Tavčar, słoweński pisarz (ur. 1851)
- 11 lutego – Wilhelm Killing, niemiecki matematyk (ur. 1847)
- 14 lutego – Bartolomeo Bacilieri, włoski duchowny katolicki (ur. 1842)
- 21 lutego – Mikołaj Bibikow, carski generał rosyjski, prezydent Warszawy (ur. 1842)
- 22 lutego:
  - Damdin Suche Bator, mongolski dowódca wojskowy (ur. 1893)
  - Théophile Delcassé, francuski polityk (ur. 1852)
- 24 lutego – Edward Morley, amerykański fizyk i chemik (ur. 1838)
- 28 lutego:
  - Józef Leopold, polski historyk, publicysta (ur. 1860)
  - Hugo Licht, niemiecki architekt (ur. 1841)
- 8 marca:
  - Krišjānis Barons, łotewski pisarz (ur. 1835)
  - Johannes Diderik van der Waals, fizyk holenderski, laureat Nagrody Nobla w 1910 w dziedzinie fizyki (ur. 1837)
- 15 marca – Alice Fletcher, amerykańska etnograf (ur. 1838)
- 16 marca:
  - Milena Czarnogórska, królowa Czarnogóry (ur. 1847)
  - Aleksandr Łodygin, rosyjski elektrotechnik, wynalazca (ur. 1847)
- 18 marca – Józef Tretiak, polski historyk literatury (ur. 1841)
- 20 marca – Józef Bilczewski, polski teolog katolicki, biskup, święty (ur. 1860)
- 22 marca – Benjamin Williams Leader, angielski malarz (ur. 1831)
- 25 marca – Julius Ehrentraut, niemiecki malarz i litograf (ur. 1841)
- 26 marca – Sarah Bernhardt, francuska aktorka i reżyserka (ur. 1844)
- 27 marca:
  - James Dewar, szkocki chemik i fizyk (ur. 1842)
  - Wawrzyniec Hajda, polski górnik, działacz ludowy (ur. 1844)
- 28 marca – Michel Joseph Maunoury, marszałek Francji (ur. 1847)
- 4 kwietnia – Tadeusz Chrostowski, polski ornitolog (ur. 1878)
- 5 kwietnia – George Herbert, 5. hrabia Carnarvon, brytyjski arystokrata i archeolog (ur. 1866)
- 10 kwietnia – Franciszek Chłapowski, polski lekarz (ur. 1846)
- 14 kwietnia – Joseph Boyle, kanadyjski przedsiębiorca (ur. 1867)
- 17 kwietnia – Jan Kotěra, czeski architekt (ur. 1871)
- 18 kwietnia – Sabina Petrilli, włoska zakonnica, założycielka Sióstr Ubogich św. Katarzyny ze Sieny, błogosławiona katolicka (ur. 1851)
- 23 kwietnia – Ludwika Maria Hohenzollern, księżna Badenii (ur. 1838)
- 29 kwietnia – Rudolf Lew, polski oficer, kawaler Virtuti Militari (ur. 1898)
- 30 kwietnia – Majer Rundstein, polski polityk (ur. 1851)
- 3 maja – Ernst Hartwig, niemiecki astronom (ur. 1851)
- 13 maja – Charlotte Garrigue-Masaryková, czeska działaczka feministyczna (ur. 1850)
- 14 maja – Charles de Freycinet, francuski polityk, czterokrotny premier kraju (ur. 1828)
- 26 maja – Walter Kadow, niemiecki komunista (ur. 1863)
- 6 czerwca – Leon Biliński, polski polityk i ekonomista, minister skarbu Austro-Węgier i Polski (ur. 1846)
- 9 czerwca – Helena Koburg, brytyjska księżniczka, księżna Szlezwiku i Holsztynu (ur. 1846)
- 11 czerwca – Hugo III Henckel von Donnersmarck, śląski magnat (ur. 1857)
- 14 czerwca:
  - Mansfield Smith-Cumming, brytyjski admirał (ur. 1859)
  - Aleksandyr Stambolijski, bułgarski polityk (ur. 1879)
  - Antoni Sygietyński, polski krytyk teatralny (ur. 1850)
  - Eugenia Żmijewska, polska powieściopisarka, publicystka (ur. 1865)
- 15 czerwca – Aleksander Sochaczewski, polski malarz (ur. 1843)
- 17 czerwca – Seweryn Bieszczad, polski malarz (ur. 1852)
- 20 czerwca:
  - Walenty Kamocki, polski lekarz (ur. 1858)
  - Józef Ostrowski, polski polityk, członek Rady Regencyjnej (ur. 1850)
- 23 czerwca – Antoni Abraham, kaszubski działacz społeczny (ur. 1869)
- 3 lipca – Conrad Steinbrecht, niemiecki konserwator zabytków (ur. 1849)
- 4 lipca – Józef Trzemeski, polski lekarz, generał i polarnik (ur. 1878)
- 8 lipca – Jan Werakso, polski porucznik piechoty (ur. 1893)
- 10 lipca – Hieronim Przepiliński, oficer Wojska Polskiego (ur. 1872)
- 13 lipca – Ernst Otto Beckmann, niemiecki chemik (ur. 1853)
- 14 lipca – Joseph Ebers, niemiecki architekt (ur. 1845)
- 15 lipca – Siemion Ałapin, rosyjski szachista (ur. 1856)
- 20 lipca – Pancho Villa, generał z okresu rewolucji meksykańskiej (ur. 1878)
- 25 lipca – Max Wolff, niemiecki lekarz (ur. 1844)
- 2 sierpnia – Warren Harding, amerykański polityk, 29. prezydent USA (ur. 1865)
- 5 sierpnia – Vatroslav Jagić, chorwacki slawista (ur. 1838)
- 9 sierpnia – Wiktor II Amadeusz von Ratibor, niemiecki książę, rycerz maltański (ur. 1847)
- 15 sierpnia – Wincenty Musialik, polski ksiądz katolicki (ur. 1859)
- 19 sierpnia – Vilfredo Pareto, włoski ekonomista i socjolog (ur. 1848)
- 23 sierpnia – Hertha Marks Ayrton, brytyjska matematyczka i wynalazczyni (ur. 1854)
- 24 sierpnia – Kate Douglas Wiggin, amerykańska pisarka (ur. 1856)
- 26 sierpnia – Kazimierz Rafał Chłapowski, polski polityk (ur. 1872)
- 9 września – Józef Hornowski, polski lekarz (ur. 1874)
- 13 września – John Morley, angielski polityk (ur. 1838)
- 24 września – Manuel Estrada Cabrera, gwatemalski polityk, prezydent Gwatemali (ur. 1857)
- 26 września – Alojzy Tezza, włoski duchowny katolicki, błogosławiony (ur. 1841)
- 29 września – Antonín Cyril Stojan, czeski duchowny (ur. 1851)
- 10 października – Heliodor Święcicki, polski lekarz, pierwszy rektor Wszechnicy Piastowskiej (późniejszy Uniwersytet im. Adama Mickiewicza) (ur. 1854)
- 14 października – Marcellus Emants, holenderski pisarz (ur. 1848)
- 30 października – Andrew Bonar Law, brytyjski polityk, premier Wielkiej Brytanii (ur. 1858)
- 4 listopada – Jadwiga Zamoyska, polska działaczka społeczna (ur. 1831)
- 5 listopada – Joseph DeCamp, amerykański malarz (ur. 1858)
- 15 listopada:
  - Jakub Chan, emir Afganistanu (ur. 1849)
  - George Neilson, szkocki historyk (ur. 1858)
- 16 listopada – Austin Palmer, amerykański pedagog (ur. 1860)
- 19 listopada – Stanisław Henryk Pytliński, polski literat i prawnik (ur. 1865)
- 24 listopada – Antoni Jurasz, polski otolaryngolog (ur. 1847)
- 30 listopada – Józef Sucheni, polski wynalazca (ur. 1836)
- 6 grudnia – Gustaw Kuchinka, polski generał (ur. 1875)
- 7 grudnia – Frederick Treves, brytyjski chirurg (ur. 1853)
- 12 grudnia:
  - Wentworth Beaumont, brytyjski arystokrata i polityk (ur. 1860)
  - Raymond Radiguet, pisarz francuski (ur. 1903)
  - Chryzogon Reisch, franciszkański historyk (ur. 1870)
- 14 grudnia – Théophile Alexandre Steinlen, francuski rysownik (ur. 1859)
- 22 grudnia – Georg Luger, austriacki konstruktor broni (ur. 1849)
- 26 grudnia – Włodzimierz Tetmajer, polski malarz, poeta i prozaik (ur. 1861)
- 27 grudnia:
  - Gustave Eiffel, francuski inżynier konstruktor (ur. 1832)
  - Lluís Domènech i Montaner, kataloński architekt (ur. 1850)
- 30 grudnia – Édouard Stephan, francuski astronom (ur. 1837)
- data dzienna nieznana: 
  - Arvid Afzelius, szwedzki dermatolog (ur. 1857)
  - Dmitrij Anuczin, rosyjski geograf, antropolog (ur. 1843)
  - Emmanuel Boileau de Castelnau, francuski baron, wspinacz (ur. 1857)
  - Ludomir Dymitrowicz, polski rysownik (ur. 1844)
  - Maksymilian Goldfeder, polski przedsiębiorca (ur. ok. 1847)
  - Alonzo T. Jones, amerykański pastor, pisarz (ur. 1850)
  - Edward Lubowski, polski pisarz (ur. 1837)
  - Edward Martyn, irlandzki pisarz (ur. 1859)
  - Kazimierz Mordasewicz, polski malarz (ur. 1859)
  - Ludwik Mękarski, francuski konstruktor (ur. 1843)
  - Jan Rembowski, polski malarz (ur. 1879)
  - Moris Rosenfeld, polski poeta (ur. 1862)
  - Shun’ichi Shimamura, japoński lekarz (ur. 1862)
  - Jan Jacob Coenraad Spohler, holenderski malarz (ur. 1837)
  - Wiktor Stephan, polsko-węgierski leśnik (ur. 1865)
  - Horace Parnell Tuttle, amerykański astronom (ur. 1837)
  - Henryk Wiercieński, uczestnik powstania styczniowego (ur. 1843)

## Zdarzenia astronomiczne
- 10 września – całkowite zaćmienie Słońca

## Nagrody Nobla
- z fizyki – Robert Andrews Millikan
- z chemii – Fritz Pregl
- z medycyny – Frederick Banting, John James Macleod
- z literatury – William Butler Yeats
- nagroda pokojowa – nagrody nie przyznano

## Święta ruchome
- Tłusty czwartek: 8 lutego
- Ostatki: 13 lutego
- Popielec: 14 lutego
- Niedziela Palmowa: 25 marca
- Wielki Czwartek: 29 marca
- Wielki Piątek: 30 marca
- Pamiątka śmierci Jezusa Chrystusa: 31 marca
- Wielka Sobota: 31 marca
- Wielkanoc: 1 kwietnia
- Poniedziałek Wielkanocny: 2 kwietnia
- Wniebowstąpienie Pańskie: 10 maja
- Zesłanie Ducha Świętego: 20 maja
- Boże Ciało: 31 maja